# Adrienne Monnier
Pour les articles homonymes, voir Monnier.
Adrienne Monnier (26 avril 1892 à Paris - 19 juin 1955 à Paris) est une libraire, éditrice de livres, organisatrice de soirées et rencontres littéraires, écrivaine et poétesse française.
Sa librairie « La Maison des Amis des Livres » au 7 rue de l’Odéon est considérée comme « le foyer d'idées le plus attractif de l'époque » selon André Breton.
Elle participe avec sa compagne Sylvia Beach, fondatrice de la librairie « Shakespeare and Company », à la première édition en langue originale d’Ulysse de James Joyce et est responsable de sa première édition en langue française.

## Biographie

### Premières années

#### Origines
Adrienne Monnier naît le 26 avril 1892 dans le 3ème arrondissement de Paris. Elle est la fille de Gustave Clovis Monnier (1859-1944), employé des postes jurassien né à Lect et de Philiberte Solliet (1873-1944) née à Lyon et originaire des Déserts en Savoie. Adrienne Monnier revendique cette origine savoyarde et se rend chaque été dans son village des Bauges.

#### Formation
Adrienne Monnier reçoit avec sa soeur l'artiste Virginie Marie Jeanne Monnier une éducation soignée. Elle obtient son brevet supérieur,.
En 1909, à l'âge de 17 ans, Adrienne Monnier découvre son homosexualité. La même année, elle suit sa camarade et amante Suzanne Bonnière à Londres afin d'apprendre l'anglais durant neuf mois. Elle tient alors des carnets de voyage.
Adrienne Monnier apprend la sténodactylographie et devient à partir de 1912 et pendant trois ans la secrétaire d'Yvonne Sarcey, directrice des Annales politiques et littéraires fondées par son beau-père Jules Brisson. Cette expérience professionnelle la met en contact avec le milieu littéraire de l'avant-guerre. Elle découvre la différence entre la rive droite et la rive gauche : les Annales, de la rive droite, s'adressent à un public de petite bourgeoisie provinciale intéressé par les auteurs à la mode. Dès cette époque, elle s'inscrit en opposition à cette politique éditoriale : « Comme tous les jeunes gens, j'étais absolue et il me semblait que je trahissais la cause même de la littérature en restant avec les gens arrivés, alors qu'il y avait tant de belle grosse besogne à faire, rive gauche »:33.

### Libraire à «La Maison des Amis des Livres»

#### Les tragédies à l'origine de l'ouverture

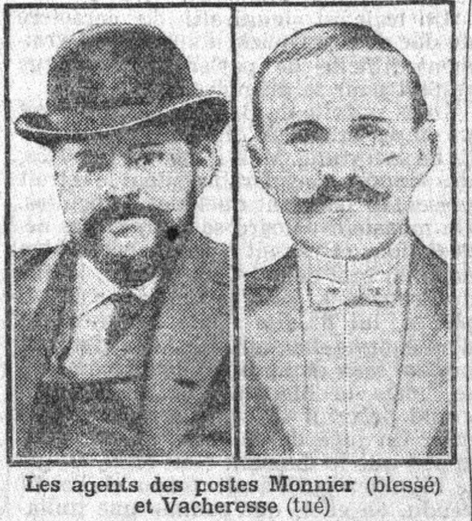
Gustave Clovis Monnier, père d'Adrienne Monnier, dans Le Petit Parisien du 6 novembre 1913.
Source Gallica / BnF.

Lors de la catastrophe ferroviaire de Melun du 4 novembre 1913, Gustave Clovis Monnier, alors chef de brigade aux postes de la ligne Lyon-Paris, est blessé, : « M. Clovis Monier (sic) [...] habite avec les siens 24, rue de Turenne, depuis huit ans. Il a une blessure au côté, le cuir chevelu arraché et la mâchoire fracassée. Il est le seul de son équipe qui survive, et son état est tel qu'on désespère de le sauver », « crâne scalpé, fractures du fémur gauche ». L'état de Clovis Monnier est moins désespéré que tel que décrit dans la presse, comme en informe Marie Monnier aux journalistes du Petit Parisien : « Nous n'avons appris que ce matin l'épouvantable accident dont mon père est l'une des victimes. Un télégramme nous indiquait d'ailleurs qu'il n'y avait pas lieu de nous inquiéter, les blessures reçues par mon père ne présentant que peu de gravité... Malgré cette dépêche rassurante, ma mère est aussitôt partie pour Melun et moi-même, dès que ma soeur va rentrer, je vais partir à mon tour... ». Gustave Clovis Monnier obtient une indemnité d'invalidité de 10 000 francs qu'il offre à sa fille aînée qui a besoin de fonds pour ouvrir sa propre librairie,.
A la déclaration de guerre en août 1914, de nombreux libraires doivent vendre à un prix modique leur boutique pour partir au front. C'est également ce qui permet à Adrienne Monnier d'envisager de fonder sa propre enseigne.

#### Ouverture de la librairie

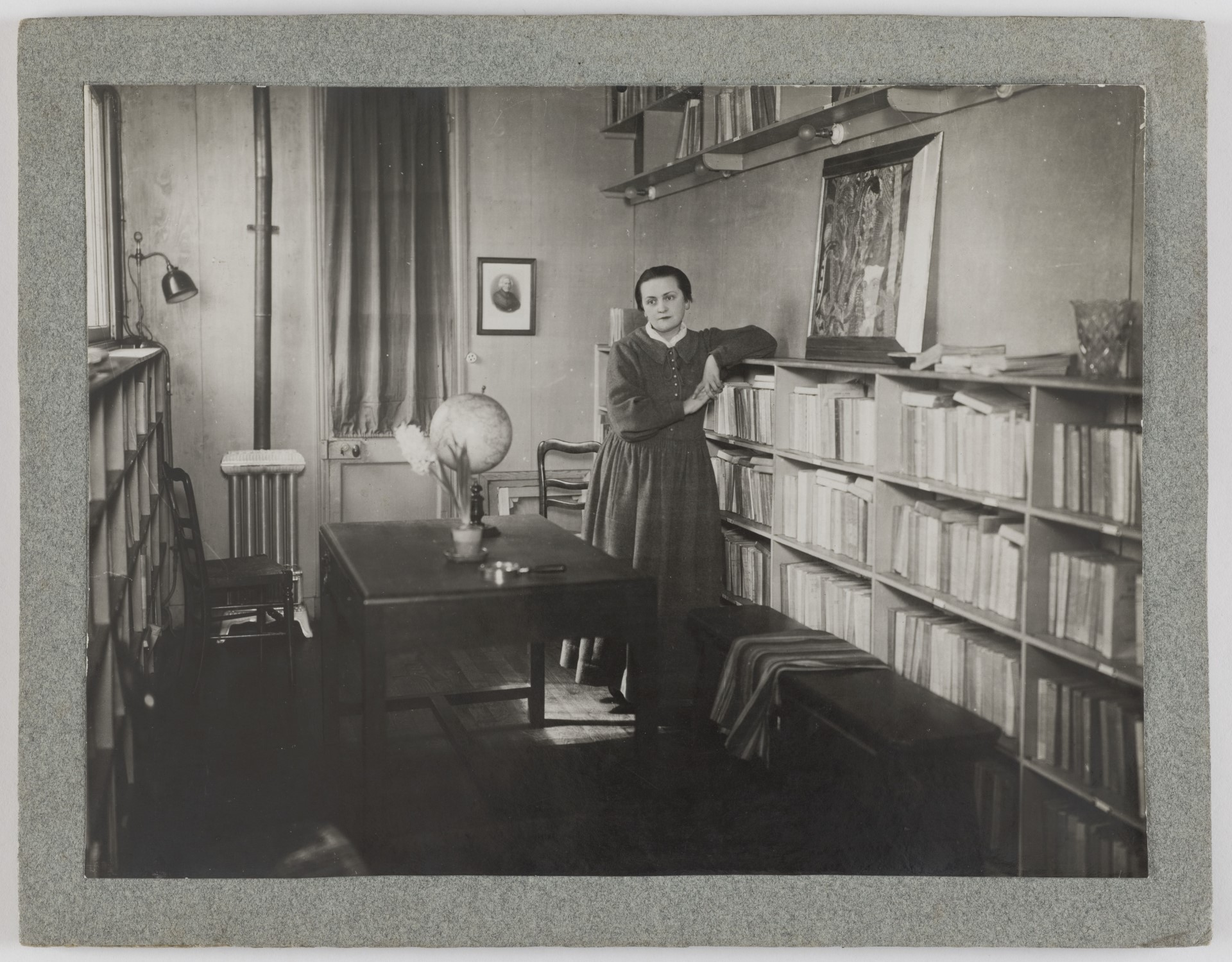
Adrienne Monnier dans l'arrière-boutique de sa librairie par Henri Manuel, vers 1925.
Source Ville de Paris / Bibliothèque Marguerite Durand.

Le 15 novembre 1915,, à l'âge de 23 ans, Adrienne Monnier ouvre avec Suzanne Bonnière dans les locaux d'une ancienne boutique d'armoires normandes, la librairie « A. Monnier, Librairie, Location de livres » au 7, rue de l'Odéon à Paris, c'est-à-dire dans le Quartier latin, rive gauche. Comme Adrienne Monnier le rappelle elle-même, la librairie est très bien située puisqu'elle est proche entre autres des grandes maisons d'édition, notamment du Mercure de France, rue de Condé : « Il est vrai que nous avons fondé notre maison dans le quartier le plus studieux et le plus charmant de Paris ; nous y avons trouvé tout de suite un public qui a l'amour et le respect des livres, qui a compris et aidé nos efforts »:228. La librairie est rebaptisée « La Maison des Amis des Livres » en 1918.
Adrienne Monnier vend des livres neufs et d'occasion. Elle achète les fonds du Mercure de France et de la Nouvelle Revue française, ainsi que des revues et plaquettes de petits éditeurs : elle achète par exemple le stock de la revue Vers et Prose à Paul Fort en 1916, soit 6 676 numéros pour 1 669 francs:44. Pierre Albert-Birot, Blaise Cendrars et Pierre Reverdy lui laissent également leurs publications ou revues en dépôt.
En 1938, elle déclare que la librairie lui fournit à peine de quoi vivre : 1 500 francs par mois en moyenne,.

#### Une bibliothèque de prêt

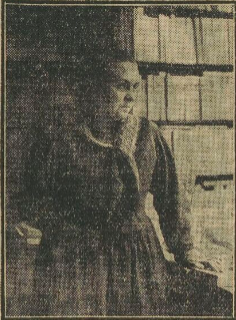
Adrienne Monier (sic) dans sa librairie « La Maison des Amis des Livres », photographie non datée, auteur inconnu, publiée dans le numéro 6802 de L'Oeuvre le 16 mai 1934, pour illustrer l'article « Les femmes au travail. La Librairie et l'Edition » d'Hélène Gosset.
Source Gallica / BnF.

Adrienne Monnier constate qu'avec la hausse des prix du livre, les lecteurs se dirigent maintenant davantage vers les bibliothèques de prêt que vers les librairies, les contraignant à un choix limité d'ouvrages récents : « Sans argent pour acheter des livres, j'ai fréquenté à peu près tous les cabinets de lecture et toutes les bibliothèques de Paris. Je ne trouvais à emprunter que d'anciens bouquins salis, et jamais des livres modernes », « C'est exprimer un sentiment général que d'affirmer que tout homme d'une certaine culture éprouve le besoin d'avoir une bibliothèque personnelle composée de livres qu'il aime et que ceux-ci sont pour lui de bons et fidèles amis ; voudrait-on introduire, dans un cercle d'amis éprouvés, des importuns ou des indifférents ? C'est ce qu'on risque de faire en achetant des livres qu'on a pas lus. Il est vrai qu'on peut s'en débarrasser, mais, bien souvent, on gardera un volume mal choisi pour n'avoir par l'ennui de le revendre parfois au dixième du prix qu'on l'a payé, et aussi parce que ça meuble. Seulement, après quelques déceptions de ce genre, on laisse de côté les oeuvres nouvelles et l'on ne jure que par les classiques »:225.
Elle décide donc de faire également de sa librairie une bibliothèque de prêt sur abonnements, puisqu'« il est presque inconcevable que l'on puisse acheter un ouvrage sans le connaître ». A propos des livres, elle confie à Eugène Marsan en 1920 : « J'étais fâchée de les voir, dans les cabinets de lecture, si maltraités. J'étais plus chagrine encore de voir les mauvais auteurs vendus sur le même pied que les bons. Et j'étais désespérée de voir les livres que j'aimais surtout, les livres modernes, manquer partout en France ». Pour conserver les livres propres, ils sont recouverts d'un papier cristal changé à chaque emprunt.

#### La spécialisation dans les livres considérés modernes
Adrienne Monnier décide de se spécialiser dans la vente et le prêt de livres « modernes » : « Notre première idée était très modeste : nous ne cherchions qu'à mettre sur pied une librairie et un cabinet de lecture dévoués surtout aux oeuvres modernes. Nous avions très peu d'argent et c'est ce détail qui nous poussa à nous spécialiser dans la littérature moderne »:222.
Dès la fondation de sa librairie, Adrienne Monnier écrit à Jules Romains : « Il y a au 7 de la rue de l'Odéon une boutique où on aime vos oeuvres » « Peut-être passerez-vous un jour devant elle. Si vous vous en sentez l'humeur, entrez dans cette Librairie qui vous attend pour connaître sa plus grande joie ». Elle raconte dans ses mémoires leur rencontre : « Oui, Romains influença grandement une partie de mes opinions [...] Il vint peu de temps après (il portait encore la barbe) et demanda : "Monsieur Monnier". Ah ! comme je fus contente de n'avoir pas laissé deviner mon sexe »:52-53.
En 1946, Adrienne Monnier juge un peu sévèrement la libraire qu'elle était dans sa jeunesse, et notamment ses choix et préférences : « Elle manifeste un véritable enthousiasme pour Claudel et Gide, pour Jules Romains et Léon-Paul Fargue. [...] Pour une libraire, elle est assez avancée, mais elle a encore du chemin à faire. Elle ne voit pas qu'Apollinaire domine les autres. Elle n'a pas idée de tout ce que représente Jarry. Elle adore Rimbaud, c'est entendu, mais elle ne veut pas admettre que Lautréamont est encore plus important. Pierre Reverdy, Blaise Cendrars, Max Jacob viennent parfois lui faire visite, pourquoi ne les préfère-t-elle pas à Fargue et surtout à Romains ? Ce sont eux les vrais modernes »:79-80. Elle estime qu'elle jugeait à l'époque ceux qui se sont révélés les « vrais moderne[s] » comme « trop moderne[s] ».
En 1938, Maurice Saillet, 23 ans, devient assistant et associé d'Adrienne Monnier.

#### La distance avec les surréalistes et lesdadaïstes

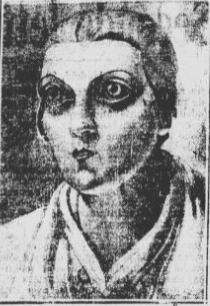
Dessin d'Adrienne Monnier, publié dans le numéro 187 des Nouvelles littéraires le 15 mai 1925, pour illustrer l'article « Chez Adrienne Monnier : Pourquoi, Mademoiselle, vendez-vous vos livres ? » de Georges Charensol. Source Gallica / BnF.

Adrienne Monnier refuse de diffuser les premiers numéros de Dada : « Ils me firent franchement horreur ; je les rangeai dans un tiroir, décidée à ne pas les montrer (vous le voyez, j'étais réac, comme dirait notre ami Saillet) ». A Jean Paulhan qui lui en fait la demande, elle répond : « Je veux bien vous le prêter, à vous [...] mais à condition que vous n'en coupiez pas les pages. Je veux pouvoir le retourner, dès qu'on m'en adressera la facture »:59-60.
Au début de l'année 1916, Louis Aragon s'abonne à la bibliothèque de prêt d'Adrienne Monnier : « C'était bien le plus gentil, le plus sensible garçon qu'on eût su voir. Et le plus intelligent aussi. Avec lui, on pouvait s'entendre. Il adorait la poésie sans lui demander trop d'insolite »:97-98. André Breton fréquente également « La Maison des Amis des Livres » mais, contrairement à Louis Aragon, ne partage pas les goûts de la libraire : « Même sur les sujets où nous aurions pu nous entendre : Novalis, Rimbaud, l'occultisme... il avait des vues exclusives qui me dépaysaient tout à fait. [...] Il était beaucoup plus "avancé" que moi. Je lui paraissais certainement réactionnaire, tandis qu'aux yeux de ma clientèle courante je faisais figure de révolutionnaire : je venais de découvrir Romains et l'unanimisme »:92.
Adrienne Monnier accepte pourtant de prendre en dépôt la revue surréaliste Littérature parrainée par Paul Valéry et fondée en 1919 par Louis Aragon, André Breton et Philippe Soupault. La collaboration cesse au bout du cinquième numéro après que Paul Eluard s'est moqué de Paul Claudel lors du compte rendu de la séance de lecture consacrée à cet auteur et organisée par elle en mai de la même année : « Ils ont été excessivement injustes envers des maîtres auxquels ils devaient beaucoup, tant au point de vue de leur développement individuel qu'à celui de l'humanisme qu'ils voulaient servir »:112. Le 6 juillet 1946, dans le numéro 16 du Littéraire, Adrienne Monnier raconte succinctement et avec humour l'histoire de la revue Littérature dans son « Mémorial de la rue de l'Odéon ».

#### Un salon littéraire
La Maison des Amis des Livres organise des séances de lectures publiques et des expositions, tenant d'après Paul Claudel « ce rôle de magasin et de salon qui était dans la tradition de nos vieilles demeures françaises ». En mars 1917, Adrienne Monnier inaugure ces séances littéraires : elle y fait alors la lecture d'Europe de Jules Romains. En mai 1919, elle fait la lecture de Cromedeyre-le-Vieil et en novembre 1920 du Voyage des amants du même auteur.
Le 21 janvier 1918, elle bénéficie de l'aide de l'industriel Pierre Haour (1880-1920), ami de Léon-Paul Fargue et de Maurice Ravel, pour créer une nouvelle structure. Elle y accueille de nombreux écrivains : Paul Fort, Paul Valéry, Gisèle Freund, Pascal Pia, Jules Romains, Djuna Barnes, James Joyce, Gertrude Stein, Louis Aragon, Ezra Pound, Marianne Moore, Charles Vildrac, Georges Duhamel, Ernest Hemingway, Jacques Lacan, Francis Scott Fitzgerald, Léon-Paul Fargue, André Gide, Walter Benjamin, Nathalie Sarraute, Valery Larbaud, André Breton, Simone de Beauvoir, Jacques Prévert, Jacques Benoist-Mechin, Maurice Saillet et des musiciens, notamment Francis Poulenc et Erik Satie.
Par ailleurs, Adrienne Monnier et Sylvia Beach fréquentent le salon littéraire de Natalie Clifford Barney, particulièrement durant les années 1930, où elles retrouvent Margaret Caroline Anderson, Djuna Barnes et Janet Flanner.

#### Les potassons
Léon-Paul Fargue surnomme les habitués de la librairie les « potassons », qu'il définit en ces termes : « une variété de l'espèce humaine, se distinguant par la gentillesse et le sens de la vie... ils ont de la bonhommie et du cran... Ils sont tout de suite à la page... Avec eux, le monde est clair, on le traverse de bout en bout, du commencement à la fin, depuis les grosses bêtes des origines jusqu'à la fin des fins, où tout recommence [...] toujours avec bon appêtit [sic] et bonne humeur... ». Les potassons créent le mouvement « bibi » (d'après le titre de l'ouvrage de Raymonde Linossier « mère » du bibisme). Pour répondre à la demande croissante d'adhésions, ils créent également la catégorie intermédiaire d'« aspirant-potasson ».
En 1919, Erik Satie compose la Marche de Cocagne pour l'almanach de cocagne des Éditions de La Sirène, qui devient l'hymne des « Potassons ».

#### La librairie et la guerre
Au printemps 1918, « La Maison des Amis des Livres » reste ouverte malgré les bombardements.

### Directrice de la revueLe Navire d'Argent

#### La participation à d'autres revues
Adrienne Monnier encourage Pierre-André May, un habitué de sa librairie âgé de seulement 20 ans, dans la fondation de sa revue Intentions dont le premier numéro sort le 1er janvier 1922. Pour le premier numéro spécial de la revue, consacré à Valery Larbaud, Adrienne Monnier signe avec Léon-Paul Fargue en novembre de la même année une poésie humoristique signée « Débiensages ».
En 1924, Adrienne Monnier s'occupe du premier numéro de la revue Commerce - dont le titre provient du vers d'Anabase « ce pur commerce de mon âme » - mais démissionne immédiatement en raison, selon elle, du rythme de travail noctambule de Léon-Paul Fargue. C'est dans ce numéro qu'apparaissent les premiers extraits d'Ulysse de James Joyce.

#### Une revue destinée à la promotion des jeunes et des modernes
De juin 1925 à mai 1926, Adrienne Monnier dirige et administre la revue Le Navire d'Argent. Elle souhaite continuer de diffuser ses auteurs favoris mais également encourager les jeunes auteurs - jeunes par l'âge ou par la reconnaissance. Conformément à cette politique éditoriale, elle choisit Jean Prévost comme secrétaire de rédaction : il n'a alors que 24 ans et n'a publié que deux textes et des comptes rendus de lecture pour La Nouvelle Revue française.
La revue se présente comme « un office idéal qui puisse prêter à tous les échanges d'idées, qui sache créer des liens souples, vivants, amicaux entre les bons esprits de tous les pays », adressé à un « public d'élite » : « LE NAVIRE D'ARGENT, nous voudrions qu'il fût, comme celui de la Ville de Paris, prêt à tous les voyages, à tous les échanges, porteur d'une fortune spirituelle vouée au partage et à l'accroissement. » En tête du premier numéro, Valery Larbaud file la métaphore dans le texte « Paris de France » : Paris est ce navire prêt à un nouveau départ aux lendemains de la Première guerre mondiale,,,.
Dans chaque numéro de la revue est publié ou deux textes d'auteurs reconnus (Valery Larbaud, Jules Romains, Jules Supervielle, Marcel Arland, Paul Claudel, Georges Duhamel, Jean Schlumberger, etc.) en plus des textes de jeunes auteurs présentés comme s'inscrivant dans leur lignée. Adrienne Monnier publie par exemple le premier texte d'Antoine de Saint-Exupéry.

#### La diffusion de la littérature étrangère
Parmi les abonnés de la revue, on compte des bibliothèques et universités étrangères, des personnalités françaises (Marie Laurencin, Marie Dormoy, Jacques Doucet, etc.) et des étrangers à Paris (Ernest Hemingway, Natalie Clifford Barney, etc.). Les étrangers représentent 1/3 des abonnements. La revue se veut parisienne, dans le sens que donne Valery Larbaud de la parisianité : « On est parisien dans la mesure où on contribue à l'activité matérielle et à la puissance spirituelle de Paris », ce qui implique qu'on peut être « Parisiens nés hors de France », voire « sans être jamais venu à Paris »,,.
Les numéros contiennent des bibliographies de littérature anglo-saxonne et allemande traduites en français et accompagnées de traductions souvent inédites de Henry Fielding, William Butler Yeats, Rainer Maria Rilke, William Blake, T. S. Eliot, etc. Le numéro 4 est consacré à William Blake. Un épisode de Finnegans Wake de James Joyce est imprimé en anglais pour la première fois dans une revue française sous le titre « From Work in Progress ». Le numéro 9 est consacré à Italo Svevo. Le numéro 10 est consacré à Walt Whitman avec les premières traductions françaises de E. E. Commings et Ernest Hemingway entre autres.

### Contributrice de revues: les Gazettes

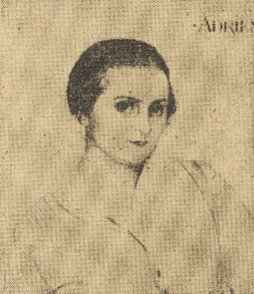
Adrienne Monnier en 1928, gravure de Paul-Émile Bécat (son beau-frère), publiée dans le numéro 16 du Littéraire de Pierre Brisson le 6 juillet 1946, pour illustrer l'article Mémorial de la rue de l'Odéon par Adrienne Monnier.
Source Gallica/BnF.

#### L'abandon duNavire d'Argentet la collaboration avec la NRF
En mai 1926, au bout de 12 numéros, Adrienne Monnier abandonne sa revue à cause de problèmes financiers : elle se dit « ruinée » et doit vendre sa bibliothèque personnelle,,. La même année, Jean Paulhan se rapproche d'elle et lui propose de donner ses articles « Les Gazettes » à la Nouvelle Revue française dont il est alors le gérant, ce qu'elle accepte de faire entre 1934 et 1937. En 1931, il refuse de publier son texte sur James Joyce.
En 1934, Jean Paulhan lui propose l'administration de la revue Mesures. Elle ne participe pas à sa rédaction et la quitte au bout de trois ans.

#### La Gazette des Amis des Livres
En janvier 1938, le premier numéro de sa Gazette des amis des livres est publié sous forme de petit bulletin à couverture rose. Elle y raconte l'actualité de la librairie, son quotidien de libraire et la réalité matérielle du métier d'auteur. On peut également y trouver le catalogue des ouvrages du cabinet de lecture. Elle revendique un millier d'abonnés. Elle annonce son projet dans le bulletin préliminaire : « publier pour chaque pays un ensemble d'informations concernant l'histoire de leurs idées et de leurs faits, la bibliographie des traductions existantes, les communications intéressantes... mon dessein est trop vaste pour que je puisse le remplir seule, et du premier coup. Nous y travaillerons ensemble, et peut-être arriverons-nous à doter notre pays d'un instrument culturel pratique et de grande portée ». Plusieurs auteurs y publient des lettres, dont Antonin Artaud et sa fameuse lettre intitulée Le Livre de Monelle.
En mai 1940, la publication, qui sort de façon irrégulière, s'interrompt au bout de dix numéros à cause de la guerre.

#### Le Catalogue critique de la bibliothèque de prêt
Au début des années 1930, Adrienne Monnier fait paraître le premier volume du « Catalogue Critique de la Bibliothèque de prêt » « composé entre 1915 et 1932 » et qui entend présenter la bibliothèque idéale.

#### LesLettres Nouvelles
En 1953, Adrienne Monnier confie ses Gazettes à la revue Lettres Nouvelles, dirigée par Maurice Saillet et Maurice Nadeau pour René Julliard : « Julliard est un des grands éditeurs de Paris, le rival direct de Gallimard. Il a jusqu'ici publié des romans en cherchant nettement les gros tirages. Il veut avoir une revue d'avant-garde - pour embêter Gallimard - mais cela n'influencera en rien, je crois, la ligne générale de sa maison. Il a fait un contrat d'un an avec Nadeau et Saillet, en somme c'est une expérience qu'il tente là ».
En 1955, Maurice Saillet et Adrienne Monnier quittent tous deux la revue pour celle du Mercure de France.

### Le conflit avec laNouvelle Revue française

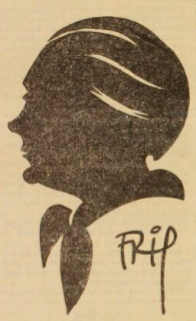
Dessin d'Adrienne Monnier par « FRIP », publié dans le numéro 119 de Vendredi le 11 février 1938, pour illustrer l'article « Adrienne Monnier Fée des Lettres nous dit pourquoi elle publie une "Gazette" rose » de Philippe Diole.
Source Gallica / BnF.

#### Entre admiration et rivalité
Adrienne Monnier admire dans un premier temps « la jeune et si attirante »:125 Nouvelle Revue française. Dans les années 1920, elle soutient la Nouvelle Revue française lors des attaques d'Henri Béraud contre André Gide. En 1922, elle est critiquée pour sa proximité avec la Nouvelle Revue française lors de la parution de l'Histoire de la Littérature française contemporaine (1870 à nos jours) de René Lalou. Elle s'en défend : « Beaucoup de gens croient que, lorsque je me suis établie, j'avais déjà autour de moi un groupe d'amis, groupe qui m'aurait influencée à prendre telle direction plutôt qu'une autre, qui aurait fait de ma maison, par exemple, une petite chapelle attenant à la Nouvelle Revue Française. Ce genre d'accusations m'a souvent été adressé (oui, pour certains, c'était une accusation) »:38.
Les relations avec Jacques Rivière et Gaston Gallimard sont distantes. Sophie Robert suppose que la rancune d'Adrienne Monnier pourrait venir de l'absence de reconnaissance de la Nouvelle Revue française pour son rôle de dénicheuse de jeunes talents, souvent publiés par la suite par les éditions Gallimard. Gisèle Freund accuse Léon-Paul Fargue d'avoir transmis à Gaston Gallimard des informations sur de jeunes auteurs recueillies auprès d'Adrienne Monnier. Sylvia Beach et Adrienne Monnier sont considérées comme « de précieux agents de liaison et de recrutement d'auteurs » pour la Nouvelle Revue française selon Anna Boschetti. Ainsi, en 1930, Adrienne Monnier recommande à Jean Paulhan Samuel Beckett. Elle lui recommande également Henri Thomas, dont Le Seau à charbon est accepté par Gallimard en janvier 1940.

#### La dispute par articles interposés
Les relations se tendent ouvertement à partir de la fin des années 1930. Adrienne Monnier critique publiquement les choix de textes pour les derniers numéros des Cahiers de la Pléiade et des propos jugés cruels sur Jean-Louis Barrault, André Gide et Henri Pichette. En 1948, Maurice Saillet liste les erreurs de Jean Paulhan dans un article intitulé « Jean Paulhan et son anthologie », au sujet de la préface du tome III de l'anthologie Poètes d'aujourd'hui publiée chez Kra,.
Dans le premier numéro de la revue Lettres Nouvelles publié en mars 1953, Adrienne Monnier écrit au sujet du premier numéro de la Nouvelle NRF : « Les gens se sont étonnés, lors de l'apparition du n°1 de la Nouvelle N. R. F., de voir les directeurs, Jean Paulhan et Marcel Arland, s'élever contre les prix littéraires. Eh quoi, a-t-on dit, n'en ont-ils pas eux-mêmes reçus et donnés ? Ne font-ils pas partie de nombreux jurys ? Leur revue n'est-elle pas l'organe d'une maison d'éditions qui bat les records en ce domaine ? - Organe indépendant, diront-ils. C'est à voir. L'indépendance s'y manifeste par maints propos frétillants guère plus importants, au fond, que des accessoires de cotillon. Malgré ce qui s'agite aux portières, le train suit les rails et dessert son réseau - qui n'est pas la littérature générale ou idéale, mais une littérature accordée à certains intérêts. Il est inévitable qu'il en soit ainsi dans une entreprise qui dure et qui réussit. ON ne connaît pas deux fois l'inspiration et la générosité de la jeunesse. Et la jeunesse n'est pas quelque chose d'artificiel, on ne la retrouve pas avec un n°1 qui est, en fait, le trois cent cinquante-cinquième. Le mot de Péguy revient une fois de plus à l'esprit : que tout commence par une mystique et finit par une politique ».
Jean Paulhan trouve à se venger lorsque Adrienne Monnier participe avec Maurice Saillet à la publication au Mercure de France de La Chasse spirituelle, texte attribué à Rimbaud mais qui s'est avéré être un faux. Dans le premier numéro de La Nouvelle NRF, en janvier 1953, il termine ainsi un article sur l'affaire du faux : « Un mot encore : il est arrivé que l'on accusât, dans la presse, M. Saillet de n'avoir cherché dans le lancement d'un faux, qu'un sordide profit d'argent. Voilà qui est injuste. Nous avons pu lire, depuis trois ans, plusieurs essais et billets de ce critique : il ne fait pas l'ombre d'un doute qu'il a dû croire à l'authenticité de la Chasse ».

### Sylvia Beach et l'Odéonie

#### La rencontre déterminante de Sylvia Beach
En 1917, Adrienne Monnier envisage de se marier à un certain Jean Tournier. En 1918, elle envoie à l’autrice et directrice - avec son mari Alfred Vallette - du Mercure de France Rachilde des violettes, fleurs symbolisant à partir de l'entre-deux-guerres les amours lesbiennes en raison du culte que Renée Vivien leur avait rendu. En 1919, Adrienne Monnier se sépare de Suzanne Bonnière lorsque celle-ci épouse Jean-Gustave Tronche (1884-1974), administrateur commercial de la Nouvelle Revue française, de 1912 à 1922, puis éditeur indépendant, notamment proche de Marcel Proust.
Vers 1918, Adrienne Monnier rencontre l'américaine Sylvia Beach, qui cherche à la librairie Vers et Prose de Paul Fort  après être allée le consulter à la Bibliothèque nationale de France. Sur son exemple, elle décide de porter les cheveux courts. Fille de pasteur américain, Sylvia Beach envisage d'abord d'ouvrir une librairie d'ouvrages français à New York mais renonce en raison, entre autres, du prix de l'immobilier.

#### La collaboration professionnelle et amoureuse
En 1919, Sylvia Beach ouvre sa propre librairie « Shakespeare and Company » au 8 rue Dupuytren. Les deux femmes entament une relation amoureuse à partir des années 1919-1923. En mai-juillet 1921, « Shakespeare and Company » migre au 12, rue de l'Odéon, juste en face de « La Maison des Amis des Livres » : c'est la naissance de l'Odéonie, l'un des foyers les plus actifs de la vie culturelle parisienne de l'entre-deux-guerres. Sylvia Beach emménage dans l'appartement d'Adrienne Monnier au 18 rue de l'Odéon. Sylvia Beach spécialise sa librairie dans la littérature anglosaxonne, considérant qu' « il n'y a que deux bonnes autrices françaises », Colette et Adrienne Monnier.
Sylvia Beach et Adrienne Monnier assistent à des événements politiques socialistes ainsi qu'à des événements organisés par leurs amis littéraires français, comme l'Association internationale des Écrivains pour la Défense de la Culture - et notamment leur premier congrès international organisé à Paris en 1935 - et les réunions du PEN club.
Sylvia Beach achète un chalet aux Déserts d'où est originaire Adrienne Monnier par branche maternelle. Elles y sont surnommées « les américaines ».

#### La séparation
En 1936, après un séjour chez ses parents, Sylvia Beach apprend l'aventure d'Adrienne Monnier et Gisèle Freund, qui s'est installée dans leur appartement. Sylvia Beach et Adrienne Monnier rompent, mais les deux femmes restent amies et associées.
Sous l'Occupation, Shakespeare and Company ferme définitivement. Sylvia Beach dit avoir eu trois amours dans sa vie : Shakespeare and Company, James Joyce et Adrienne Monnier,.

### Femme de lettres

#### Éditrice et traductrice
Durant l'été 1920, Adrienne Monnier et Sylvia Beach rencontrent chez André Spire l'irlandais James Joyce qui vient de terminer le roman Ulysse et dont le manuscrit a été refusé par son éditeur. Ensemble, elles travaillent à la première publication du roman, en langue originale, par l'éditeur Maurice Darantière, de Dijon, en 1922. Le 7 décembre 1921, un premier fragment d'Ulysse est traduit en français et lu par Valery Larbaud à « La Maison des Amis des Livres ». En raison de la difficulté du texte, Valery Larbaud refuse d'en assurer la traduction en français pour Adrienne Monnier, qui la confie finalement à Auguste Morel. Adrienne Monnier participe également à une partie du travail de traduction, qui aboutit à la première édition en langue française de l'ouvrage en 1929 : « La prose de Joyce est nuancée à l'extrême. Personne mieux que lui ne connaissait la couleur essentielle d'un mot et ses rejaillissements sur le texte environnant ». La maison Gallimard lui rachète la traduction 22 000 francs au printemps 1937, ainsi que les plombs et les 1400 exemplaires restants.
Adrienne Monnier édite Album de vers anciens, Littérature et Moralités de Paul Valéry.
Adrienne Monnier collabore à la traduction du chapitre « Anna Livia Plurabelle » de Finnegans Wake de James Joyce, dont une partie avait été refusée par les imprimeurs de la revue The Calender à Londres. La traduction est publiée par la Nouvelle Revue française en mai 1931.
Adrienne Monnier et Sylvia Beach traduisent La Dix-Huitième Présidence de Walt Whitman, L'Agence de Publicité de Robert McAlmon.
En 1936, Adrienne Monnier traduit et publie la thèse de Gisèle Freund consacrée à la photographie au XIXe siècle,,.

#### Autrice
Entre 1924 et 1929, Adrienne Monnier rédige Les Fableaux en 76 pages. « Les Comères », « Le Bailleur », « L'homme buvant du vin », « Le Bourru » sont autant de personnages librement inspirés de connaissances de l'autrice et servent, sous une forme comique, un propos édifiant. Les Fableaux sont édités sous le pseudonyme J.-M. Sollier une première fois en 1932 et une seconde fois par le Mercure de France en 1960.

### Dernières années

#### Vente de la librairie

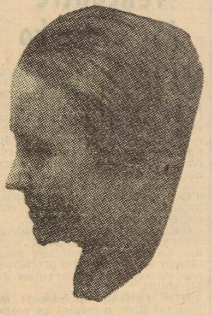
Adrienne Monnier, photographie publiée dans le numéro 2172 de Combat le 28 juin 1951, pour illustrer l'article « Adrienne Monnier abandonne sa librairie mais ne quitte pas la rue de l'Odéon » par Geneviève Bonnefoi.
Source Gallica / BnF.

Par décrets en date du 29 janvier 1937, Adrienne Monnier est élevée au grade de chevalier de la Légion d'honneur pour 25 ans de carrière littéraire. Le quotidien La Liberté la présente comme une « femme de livres » au même titre que sa consœur Elvire Choureau, libraire-éditrice dans le même 6ème arrondissement de Paris et également récompensée du ruban rouge.
En 1951, Adrienne Monnier vend « La Maison des Amis des Livres », comme elle l'annonce dans une interview à Combat le 28 juin : « Bien sûr, je vends la boutique ; bien sur, je suis un peu triste. On ne laisse pas ainsi trente-six ans de sa vie. La boutique, c'est un peu ma fille. Mais je suis triste comme peut l'être une mère qui marie sa fille. Je pleure d'un oeil et ris de l'autre. Car je sais que ma fille est entre [de] bonnes mains. Rien ne sera perdu du travail que j'ai accompli pendant toutes ces années. Au contraire, mon successeur, Jean-François Chabrun, va reprendre la formule du prêt qui m'était si chère. Il enrichira, développera ce fonds que je lui laisse. J'ai rarement trouvé un garçon qui ait un tel amour des livres, une telle connaissance, un tel dévouement à toutes les sciences de l'homme. Je suis persuadée qu'il saura faire de la librairie un centre culturel important ». Elle ajoute : « On dit que je me "retire", mais, vous savez, j'étais à moitié "retirée" depuis cinq ou six ans. Saillet faisait marcher la librairie au moins autant que moi. Il a été pour moi un collaborateur merveilleux et je n'aurais pas pu tenir sans lui. Mais il préfère la critique et le journalisme ». Elle se plaint déjà d'un « rhumatisme infectieux ».
Elle annonce vouloir se consacrer à l'écriture de ses Mémoires : « On est toujours à me demander des souvenirs, des anecdotes, des articles. Je ne veux pas me disperser ainsi. Je voudrais laisser un témoignage sérieux sur mon époque, sur les écrivains qui furent mes amis ».

#### Maladie et mort
Au début de l'année 1953, Jean Paulhan écrit à Barbara Church : « Autres nouvelles : Adrienne Monnier, mourante dit-on, refuse depuis deux ans de recevoir aucun de ses amis. Ce qui ne l'empêche d'écrire son journal, et même de le publier. Elle y malmène pas mal la nrf ». La maladie de Menière lui est diagnostiquée en septembre 1954.
Adrienne Monnier décrit dans ses journaux les acouphènes qui l'envahissent de plus en plus : « cloche lontaine au son très fin [...] bruit très fort, genre chute d'eau, puis grand brouhaha [...] tantôt cigales, tantôt forge à sonorités argentines, mais surtout des sistres d'Isis... ». En mai et en juin 1955, elle écrit à sa soeur Marie Monnier : elle souhaite que ses livres reviennent à la Bibliothèque municipale du 6ème arrondissement et que sa correspondance d'écrivains et ses livres dédicacés reviennent à l'Université de Paris. À Maurice Saillet, son exécuteur testamentaire, elle demande de faire paraître son livre de souvenirs intitulé Rue de l'Odéon.
Elle meurt le 19 juin 1955 à 22 h 45 : hospitalisée à l'hôpital Cochin, elle se suicide en ingérant une grande quantité de médicaments. Elle laisse une lettre expliquant son geste : « Je mets fin à mes jours ne pouvant plus supporter les bruits qui me martyrisent depuis huit mois, sans compter les fatigues et les souffrances que j'ai endurées ces dernières années. Je vais à la mort sans crainte, sachant que j’ai trouvé une mère en naissant ici et que je trouverai également une mère dans l’autre vie »,.
Elle repose au cimetière de Montlognon (Oise). 

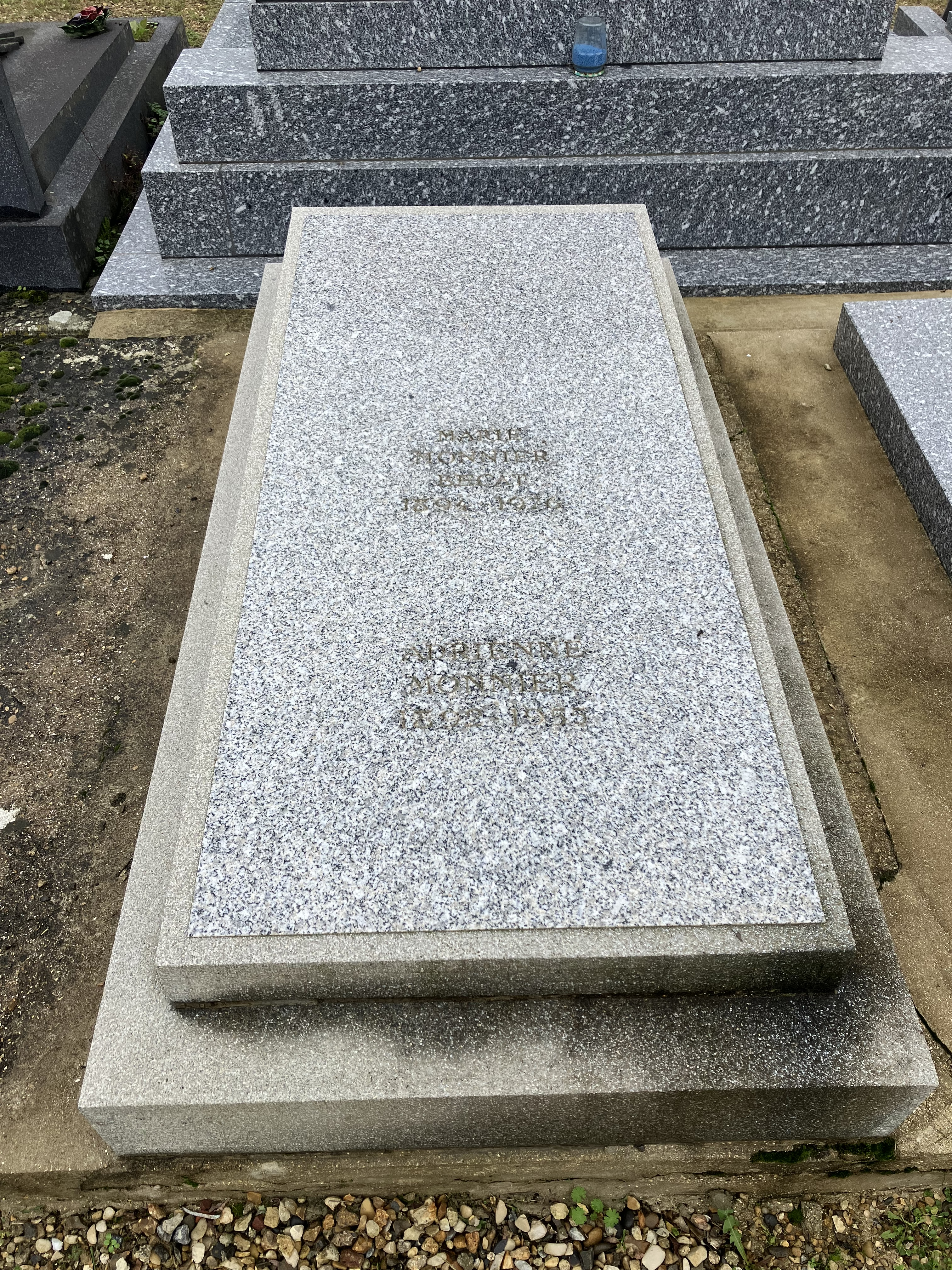
Tombe d'Adrienne Monnier.

## Postérité
Le 19 janvier 1956, le Bulletin municipal officiel de la ville de Paris annonce que le Préfet de la Seine est autorisé à accepter au nom de la ville de Paris le don de la collection de 2400 ouvrages d'Adrienne Monnier en faveur de la Bibliothèque centrale du 6e arrondissement. La bibliothèque d'Adrienne Monnier est aujourd'hui conservée à la Bibliothèque historique de la Ville de Paris depuis 2020. Les archives d'Adrienne Monnier sont conservées à la Bibliothèque Nationale de France et à l'Institut mémoires de l'édition contemporaine,.
En 1956, le Mercure de France publie un numéro spécial : Le Souvenir d'Adrienne Monnier (no 1109).
En 1953, Adrienne Monnier rédige une partie de ses mémoires, Souvenirs de Londres : petite suite anglaise, publiée de façon posthume en 1957. En 1960, Albin Michel fait paraître un recueil de souvenirs intitulé Rue de l'Odéon, réédité en 1989 et en 2009 et complété par Maurice Imbert de textes d'Yves Bonnefoy, Pascal Pia, Julius Eisenstein et Paul Claudel.
En 1976, Richard McDougall consacre à Adrienne Monnier l'ouvrage Very Rich Hours of Adrienne Monnier. L’ouvrage de Laure Murat Passage de l'Odéon publié en 2003 chez Fayard est la première étude d'envergure sur le sujet.
En novembre 2020, le Conseil de Paris vote en faveur de la pose d'une plaque commémorative à l'emplacement de son ancienne librairie au 7 rue de l'Odéon,,,. La plaque est dévoilée en 2021.

## Description et hommages par ses contemporains

### Sylvia Beach
« Adrienne avait les joues roses, les cheveux blonds, fins, lisses et très en arrière au-dessus d'un très beau front lumineux. Le plus frappant, c'étaient ses yeux [...] d'un bleu gris : des yeux de visionnaire [...] Elle était très gaie, très vivante, plus vivante que n'importe qui. Elle s'habillait d'une façon bien à elle [...] : une jupe grise aux amples plis lui tombant jusqu'aux pieds, un gilet de velours très ajusté [...] sur une blouse de soie blanche. [...] Elle parlait assez fort [...] j'ai remarqué qu'on parle ainsi à la montagne où l'on a souvent l'occasion de se héler de loin... ».

### Jules Romains
« On a besoin de temps en temps d'une approbation comme la vôtre, pour se persuader qu'il y a des gens qui comprennent dans l'auditoire, et qu'on ne s'est pas contenté de tracer quelques signes indéchiffrables dans les espaces interplanétaires »,.
« Je vis devant moi une jeune fille au visage arrondi et rose, aux yeux bleus, aux cheveux blonds, dont il apparaissait presque aussitôt qu'elle venait d'entrer au service de la littérature comme d'autres décident d'entrer en religion... ».

### Jacques Prévert
« Adrienne Monnier était comme un jardinier, et dans la serre de la rue de l'Odéon où s'épanouissaient, s'échangeaient, se dispersaient ou se formaient les idées en toute liberté, en toute hostilité, en toute promiscuité, en toute complexité, souriante, émue et véhémente, elle parlait de ce qu'elle aimait : la littérature ».

### André Chamson
« Je crois encore entendre sa voix, cette voix naturelle, et, pourtant, un peu apprêtée, comme une belle toile séchée au soleil sur les herbes d'une montagne. Il y avait toujours ce mélange de concerté et de naturel dans tout ce que faisait Adrienne. Parisienne, sans doute, et rompue aux façons de vivre dans cette ville, il ne lui fallait jamais bien longtemps pour redevenir une fille de la Savoie... qui parlait dru, même si elle était raffinée, pour faire sentir qu'elle n'avait pas peur de la vie ».

### Saint-John Perse
« Assurée dans ses larges jupes de laine crue, coiffée de court et tête ronde, le front têtu contre toute sottise et contre tout snobisme, elle croisait son fichu de bonne femme sur sa robuste foi littéraire ».

### Paul Valéry
« D'autres préfèrent la prairie, Mais les plus sages vont nier La rose dans ta librairie, Ô Mademoiselle Monnier ! ».

### Valery Larbaud
« À Adrienne Monnier, chez qui M. A.-O. Barnabooth a trouvé un asile et une efficace protection au temps où il était en disgrâce ».

### Georges Duhamel
« À Adrienne Monnier, secrétaire général de la Poésie française. En souvenir affectueux et fidèle ».

### Denis de Rougemont
Au sujet de la Maison des Amis des Livres : « une boutique de gloire où fréquentaient nos dieux ».

### Jean Bernard
Le professeur Jean Bernard est un fidèle de la librairie pendant 18 années, y découvrant à 14 ans en juin 1921 Barnabooth de Valery Larbaud et Sous les Yeux d'Occident de Joseph Conrad. Il décrit dans son livre de souvenirs Adrienne Monnier « siégeant, face à la rue, au centre d'une sorte de chaire, d'enceinte fortifiée à l'intérieur de laquelle était ménagée une ruelle pour les amis intimes [...] spirituelle, gourmande, experte en belles lettres et en bonne cuisine, toujours avenante, enjouée, apte à saisir le gai, le souriant, alliant l'amour des livres à l'amour des lecteurs. »

### Solange Lemaître
« Elle m'apparut dans sa célèbre robe grise, au corsage ajusté et à l'ample jupe longue froncée à la taille. Il ne lui manquait que la coiffe pour ressembler à une religieuse, mais n'était-elle pas, après tout, une religieuse des lettres... ».

## Œuvre

### Poésie
- Adrienne Monnier, La Figure, Paris, La Maison des amis des livres, 1923 (BNF 30964178)
- Adrienne Monnier, Les Vertus, Paris, La Maison des Amis des Livres, 1926
- J.-M. Sollier (Adrienne Monnier), Les Fableaux, Paris, La Maison des Amis des Livres, 1932, 77 p. (BNF 32638415)

### Autobiographies
- Adrienne Monnier et Michel Leiris (lettre), Souvenirs de Londres : Petite suite anglaise, Paris, Mercure de France, 1957, 109 p. (BNF 32460248)
- Adrienne Monnier, Maurice Saillet (préfacier), Jacques Prévert (préfacier) et Michel Cournot (préfacier), Rue de l'Odéon, Paris, Albin Michel, 1960 (BNF 33103615)

## Distinction
- Chevalier de la Légion d'honneur (1937) pour 25 ans de carrière littéraire[53].

### Enregistrements
- [vidéo][Diffusion radio] « Adrienne Monnier à propos de Guillaume Apollinaire André Breton et Louis Aragon », Adrienne Monnier (participant) sur L'INA éclaire l'actu, 28 mai 1947, 3:33 min, Radiodiffusion Française (consulté le 13 novembre 2023)
- [vidéo][Diffusion radio] « Adrienne Monnier : "J'ai ouvert ma librairie par amour des livres, j’aurais voulu lire tout ce qu’on a écrit" », Danielle Fontanarosa (réalisation), Sandrine England (édition web), Michel Cournot, François Chapon, Michel Décaudin sur France Culture, 1er décembre 1988, Profils perdus (consulté le 2 décembre 2023)
- [vidéo][Diffusion radio] « Sylvia Beach et Adrienne Monnier racontent comment elles ont fait publier "Ulysse" de James Joyce, en France », Sylvia Beach, Pierre Dumayet, Jacques Aubert, Alain Jaubert, Gérard-Georges Lemaire, François Chapon sur France Culture, 25 avril 2021, Profils perdus (consulté le 2 décembre 2023)